# Karl-Wilhelm-Ferdinand-Denkmal (Taugwitz)

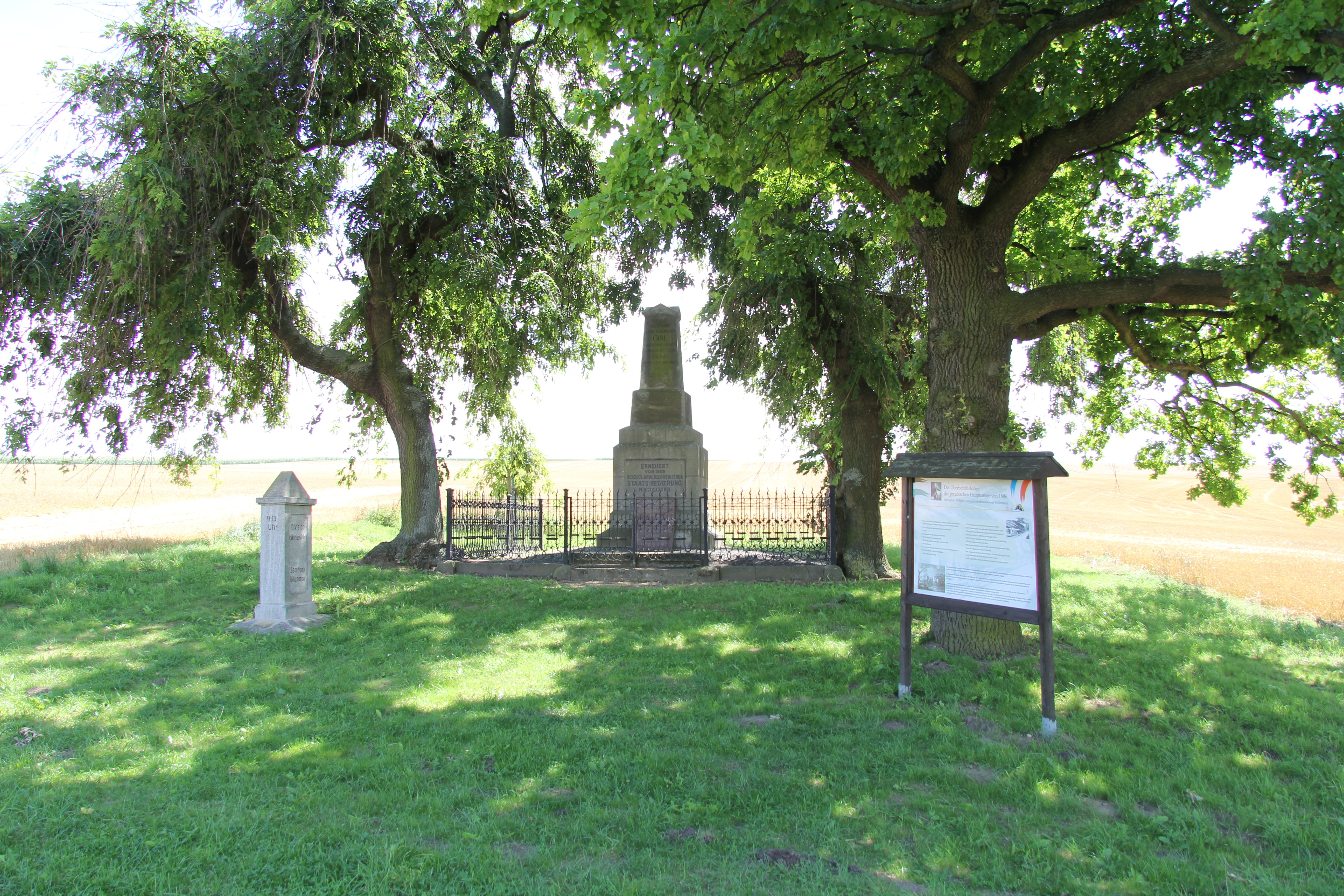

Das Karl-Wilhelm-Ferdinand-Denkmal ist denkmalgeschütztes Kriegerdenkmal bei Taugwitz, das an einen preußischen Generalfeldmarschall erinnert.

## Lage und Geschichte
Das Denkmal steht südlich der Straße von Taugwitz nach Hassenhausen in einer Bach-Aue umgeben von einer Baumgruppe. Für die Schlacht bei Jena und Auerstedt entstanden im 19. und 20. Jahrhundert mehrere Denkmäler im Umfeld der Schlachtfelder. Als zentrales Denkmal für die Schlacht bei Auerstedt gilt das Kriegerdenkmal Hassenhausen aus dem Jahr 1906. Auf dem Friedhof von Taugwitz entstand aber bereits im Jahr 1808 ein Denkmal für den preußischen Oberbefehlshaber Karl Wilhelm Ferdinand von Braunschweig-Wolfenbüttel, der am 14. Oktober 1806 in der Schlacht verwundet wurde. Er verstarb einen Monat später am 10. November 1806.
Sein Neffe, der Herzog Carl August von Sachsen-Weimar und Sachsen-Eisenach, ließ kurz darauf das Denkmal errichten, das zunächst nur ein Obelisk mit Namen und Todesdatum war. Im Jahr 1815 wurde es vom Taugwitzer Friedhof auf den tatsächlichen Ort der Verwendung versetzt, da dieser nun ebenfalls zu Preußen gehörte. Die Herzoglich-Braunschweigischen Staatsregierung erwarb das Grundstück später und umpflanzte das Denkmal mit Fichten. Im 1888 versah sie den Obelisken mit einem drei Meter hohen Postament und einer eisernen Einfriedung. Im Jahr 1896 wurde eine Marmortafel am Fuße des Postaments ergänzt.
Später wurde beim Denkmal zudem ein Gedenkstein für die Division v. Wartensleben aufgestellt, der zu einer Serie von Steinen dieses Typs gehört. Im Denkmalverzeichnis von Sachsen-Anhalt ist es unter der Erfassungsnummer 094 17390 als Baudenkmal verzeichnet. Ein Teil der Gedenkfeier zum 200. Jahrestag der Schlacht bei Jena und Auerstedt wurde am Denkmal abgehalten.

## Beschreibung
Errichtet wurde ein Obelisk aus Sandstein, der später ein dreistufiges Postament mit Inschrift erhielt. An dieses angelehnt steht eine 1896 ergänzte Gedenktafel. Die ursprüngliche Inschrift des Obelisken lautet:
Die Tafel von 1896 versucht einen Kontext mit der Schlacht von Sedan im Deutsch-Französischen Krieg herzustellen: